# Ctenus clariventris
Ctenus clariventris är en spindelart som beskrevs av Embrik Strand 1906. Ctenus clariventris ingår i släktet Ctenus och familjen Ctenidae.
Artens utbredningsområde är Etiopien. Inga underarter finns listade i Catalogue of Life.